# 東区 (浜松市)
東区（ひがしく）は、かつて存在した浜松市を構成する7つの行政区のうちの1つ。区域は浜松市の東部、天竜川西岸を区域としている。2024年1月1日に区の統合・再編が行われ、全域が中央区へ移行された。

## 概要

### 平均年齢
2015年（平成27年）10月1日時点における東区民の平均年齢は次のとおりである。
- 全体 - 43.94 歳
  - 男性 - 42.60 歳
  - 女性 - 45.28 歳

## 地理

### 地区構成
和田地区、蒲地区
（神立町[こうだちちょう]、上西町、植松町、大蒲町、天龍川町など）
中区と境界を接する地域で、中心部に隣接していることもあり、多くの住宅が密集する地域である。和田地区は国道152号沿いに自動車ディーラーが密集していることから「自動車街」と呼ばれている。芳川沿いには工場や学校も存在する。
積志地区
（積志町、有玉北町・南町・西町、有玉台、半田町、半田山、西ケ崎町、中郡町など）
遠州鉄道西鹿島線や国道152号の沿線に位置する積志地区は交通の便が良いこともあって古くからの大きな農家の屋敷だけでなく、新しくできた住宅も多く軒を連ねる。特に半田山や有玉台などの新興住宅地は新しい住宅が密集している。近年の静岡県道65号浜松環状線や国道152号（飛龍街道）の開通に伴い飲食店が増加している。
長上地区
（市野町、小池町、天王町、上石田町、下石田町、原島町[ばらじまちょう]、流通元町、中田町[なかだちょう]）
市野・天王はかつての田園地帯。戦後は繊維を中心とした工場が多く建てられたが、やがて衰退し、業態を変えて商業施設に転じた例が非常に多い。特に2005年にオープンしたイオン市野ショッピングセンター（現イオンモール浜松市野）は浜松の東部地区の商業施設の核として、にぎわっている。また、水田のような耕作地もそれなりに見られる。
笠井地区
（笠井町、笠井新田町、笠井上町、豊町、豊西町など）
古くは綿花の集積地として知られ、商業地としてにぎわいを見せた笠井地区は今も昔の面影を残し、浜松中心部と天竜区を結ぶ笠井街道沿いには古くからの商店や住宅が密集している。
中ノ町地区
（中野町、中里町、白鳥町[しろとりちょう]など）
天竜川の西岸にあたるこの地域は古くからの住宅も多い。古くには鉄道も走っていた歴史もある。

### 区内の町
積志（せきし）地区
- 有玉北町（ありたまきたまち）
- 有玉台（ありたまだい）[注釈 1]：一丁目 - 四丁目
- 有玉南町（ありたまみなみまち）
- 大島町（おおしまちょう）
- 大瀬町（おおせちょう）
- 積志町（せきしちょう）
- 中郡町（なかごおりちょう）
- 西ケ崎町（にしがさきちょう）
- 半田町（はんだちょう）
- 半田山（はんだやま）[注釈 2]：一丁目 - 六丁目

長上（ながかみ）地区
- 市野町（いちのちょう）
- 上石田町（かみいしだちょう）
- 小池町（こいけちょう）
- 下石田町（しもいしだちょう）
- 天王町（てんのうちょう）
- 中田町（なかだちょう）
- 原島町（ばらじまちょう）
- 流通元町（りゅうつうもとまち）[注釈 3]

笠井（かさい）地区
- 笠井上町（かさいかみまち）
- 笠井新田町（かさいしんでんちょう）
- 笠井町（かさいちょう）
- 貴平町（きへいちょう）
- 常光町（じょうこうちょう）
- 恒武町（つねたけちょう）
- 豊西町（とよにしちょう）
- 豊町（ゆたかちょう）

中ノ町（なかのまち）地区
- 国吉町（くによしちょう）
- 白鳥町（しろとりちょう）
- 中里町（なかざとちょう）
- 中野町（なかのまち）
- 松小池町（まつこいけちょう）

蒲（かば）地区
- 上新屋町（かみあらやちょう）
- 丸塚町（まるづかちょう）
- 上西町（かみにしちょう）
- 西塚町（にしづかちょう）
- 宮竹町（みやたけちょう）
- 将監町（しょうげんちょう）
- 植松町（うえまつちょう）
- 子安町（こやすちょう）
- 大蒲町（おおかばちょう）

和田（わだ）地区
- 安新町（あんしんちょう）
- 安間町（あんまちょう）
- 北島町（きたじまちょう）
- 材木町（ざいもくちょう）
- 篠ケ瀬町（ささがせちょう）
- 天龍川町（てんりゅうがわちょう）
- 長鶴町（ながつるちょう）
- 薬師町（やくしちょう）
- 薬新町（やくしんちょう）
- 龍光町（りゅうこうちょう）
- 和田町（わだちょう）

### 面積
東区の面積は浜松市の7つの行政区のうちでは中区に次いで2番目に小さい。東区内は積志地区を除いて勾配はほとんど見られず平地がほとんどである。また東区は中区、南区、北区、浜北区、磐田市と境界を接している。

### 人口
2010年に行われた国勢調査時点における東区の人口（速報値）は12万6,595人で中区に次ぐ人口である。これは主に浜松市の郊外に位置し、半田山や有玉台などの新興住宅地が多いことも関係している。

## 歴史

### 行政区域の沿革
- 1889年（明治22年）4月1日 - 町村制の施行により、後の本区域に長上郡有玉村、万斛村、笠井村、市野村、天王村、蒲村、橋田村、豊田郡豊西村、中ノ町村が発足。
- 1891年（明治24年）
  - 6月12日 - 万斛村が中郡村に、橋田村が和田村に改称。
  - 9月17日 - 笠井村が町制施行して笠井町となる。
- 1896年（明治29年）4月1日 - 郡制の施行のため、各町村が浜名郡の所属となる。
- 1908年（明治41年）1月1日 - 有玉村・中郡村および小野田村の一部（半田）が合併して積志村が発足。
- 1927年（昭和2年）2月1日 - 天王村・市野村が合併して長上村が発足。
- 1939年（昭和14年）7月1日 - 蒲村が浜松市に編入。
- 1951年（昭和26年）4月1日 - 豊西村と笠井町が合併し、改めて笠井町が発足。
- 1954年（昭和29年）3月31日 - 笠井町・長上村・和田村・中ノ町村が浜松市に編入。
- 1957年（昭和32年）10月1日 - 積志村が浜松市に編入。
- 2007年（平成19年）4月1日 - 浜松市の政令指定都市移行に伴い、東区が発足。
- 2024年（令和6年）1月1日 - 浜松市の行政区再編により、中央区の一部となる。同日東区廃止。

## 政治

### 東区役所
区役所は、浜松市産業展示館隣に設置。2007年4月、区の設置に伴い新設された。
区長　初代　安間雄一
　　　　　　鈴木将司　
　協働センター
- 蒲協働センター （子安町）
- 天竜協働センター （薬新町）
- 長上協働センター （市野町）
- 笠井協働センター （笠井町）
- 積志協働センター （積志町）

## 国家機関

### 国土交通省
- 中部運輸局 浜松自動車検査登録事務所（流通元町）

### 財務省
- 名古屋税関清水税関支署 浜松出張所（流通元町）

### 厚生労働省
- 日本年金機構浜松東年金事務所（天龍川町）

## 施設

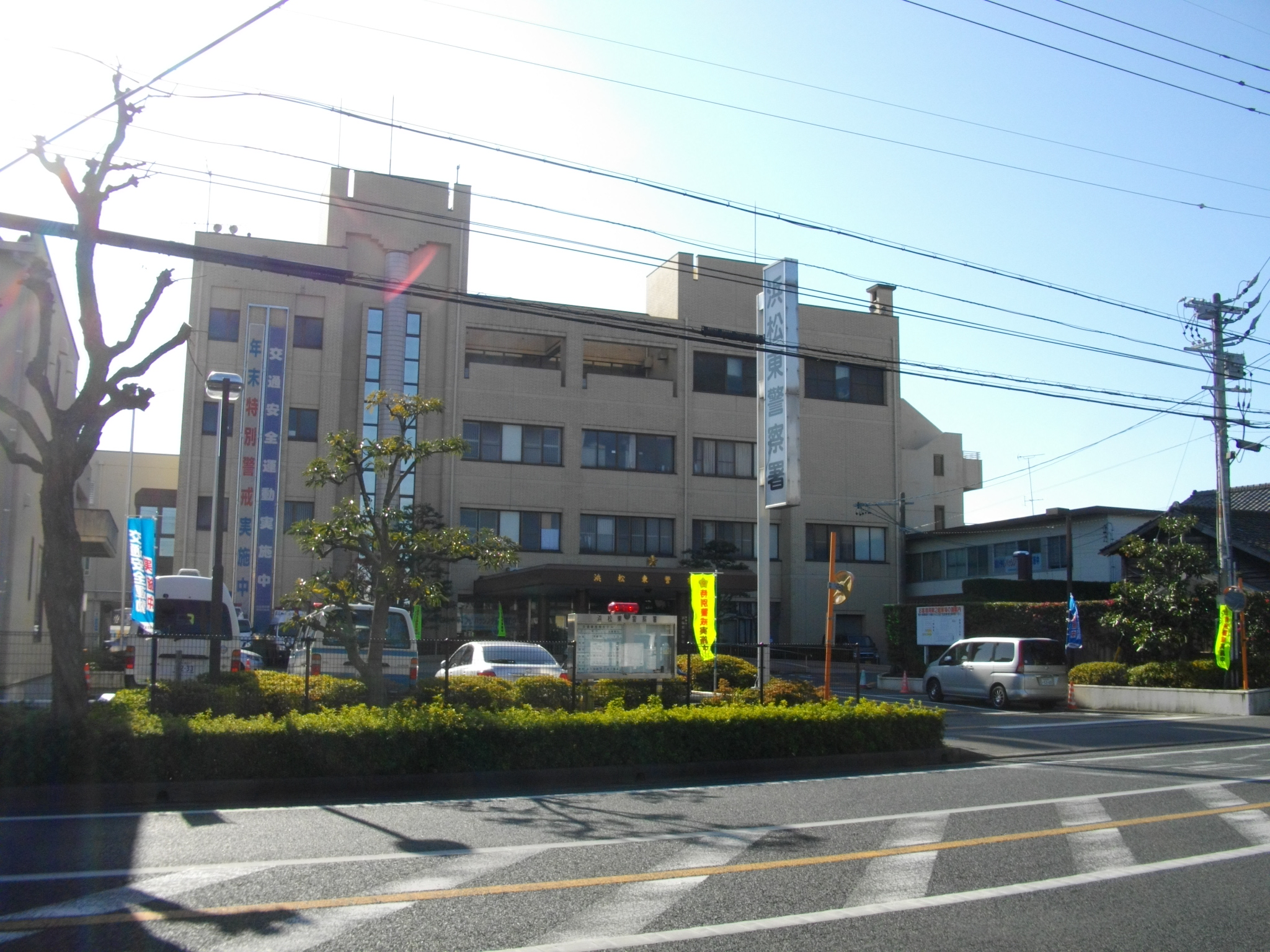
浜松東警察署

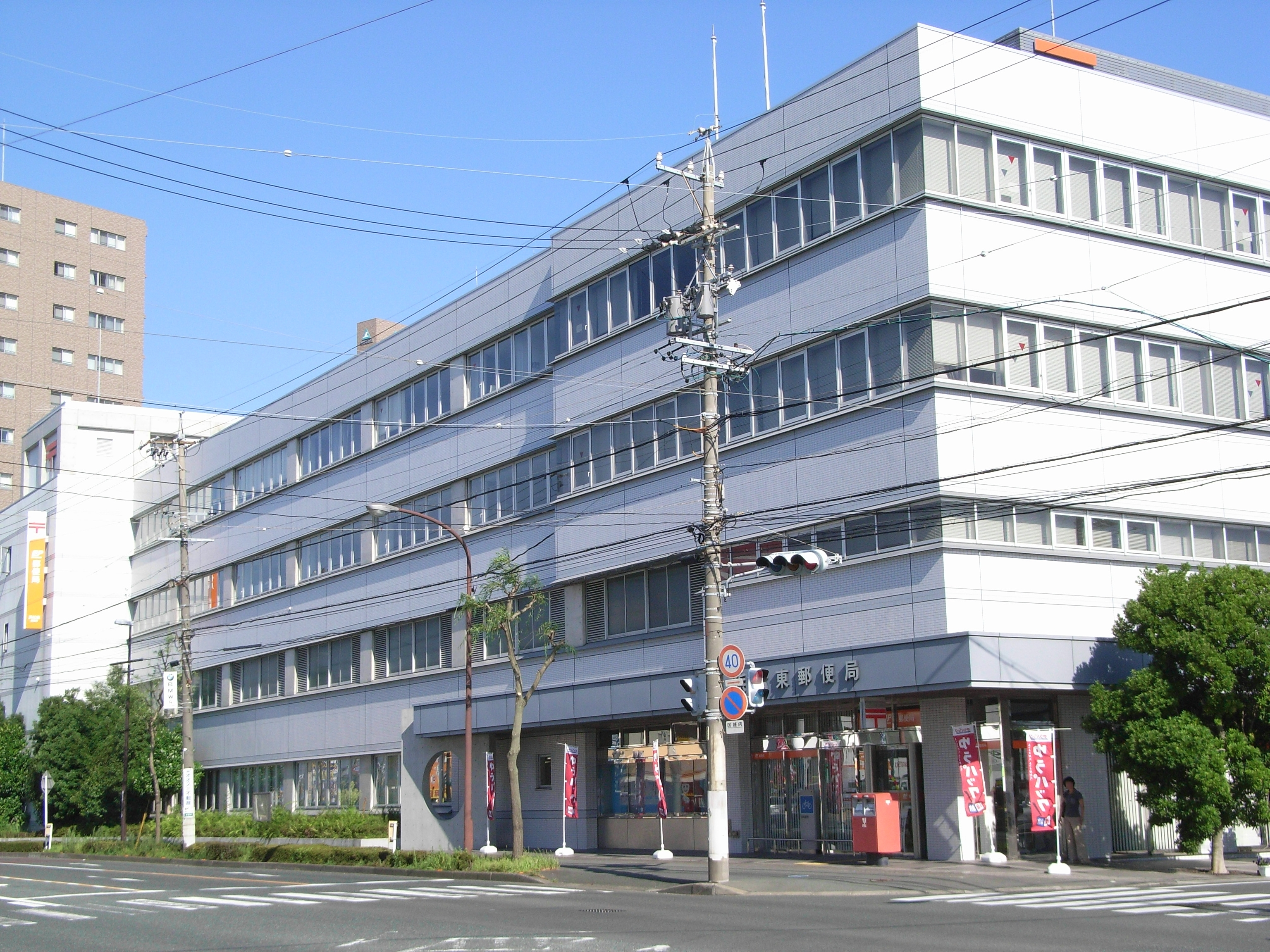
浜松東郵便局

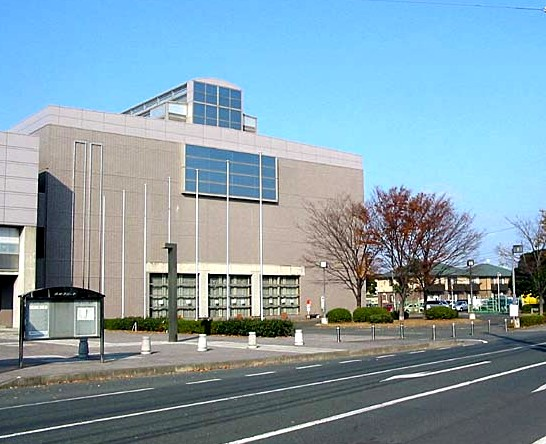
浜松アリーナ

### 警察
警察署
- 浜松東警察署（本署は中区相生町）

交番
- 笠井交番（東区恒武町）
- 蒲交番（神立町）
- 積志交番（積志町）
- 長上交番（市野町）
- 和田交番（篠ケ瀬町）

### 消防
消防署
- 浜松市東消防署（篠ケ瀬町）

出張所
- 上石田出張所（上石田町）
- 有玉出張所（有玉南町）

### 医療施設
- 天王病院
- 浜松医科大学医学部附属病院 （半田山一丁目）
- 浜松労災病院 （将監町）
- 浜松北病院 （大瀬町）
- 有玉病院 （有玉南町）

### 郵便
集配等を行う郵便局のみを掲載する。
- 積志郵便局 （有玉北町）
- 浜松東郵便局 （西塚町）

### 図書館
- 浜松市立図書館
  - 積志図書館 （積志町）
  - 東図書館 （子安町）
  - 流通元町図書館 （流通元町）

### 運動施設
- 浜松アリーナ （和田町）

- 浜松スポーツセンター(子安町)

### 文化施設
- 浜松市産業展示館

### その他
- 浜松市上下水道部常光浄水場（常光町）
- 保健環境研究所（上西町）
- 食肉衛生検査所（上西町）
- 地場産業振興センター（流通元町）
- 老人福祉センター竜西荘（中郡町）

## 経済

### 農業
主な特産品
- イチゴ

### 工業
- 浜松ホトニクス本社工場
- ヤマハファインテック
- ローム浜松

### 商業
主な商業施設
- イオンモール浜松市野
- 遠鉄ストア笠井店、天王店
- DCM浜松、浜松インター店
- ニトリ浜松和田店
- 浜松プラザ
- マックスバリュ浜松和田店

### 本社を置く企業
上場企業
- ミダック（産業廃棄物処理）
- マックスバリュ東海

非上場企業
- 五味八珍（飲食）
- ユタカ技研（排気系・駆動系部品製造）
- 特急ＨＤ（運送業）
- メガバス（ルアーなどの釣具製造）
- ナユタ（蓄電池製造）
- YKマルト（パンなどの食品製造業。山崎製パングループ）
- 中日新聞東海本社（情報・通信業。中日新聞社の地域本社。静岡県西部向けに中日新聞を印刷・発行）

### 拠点を置く主要企業
上場企業
- 日本通運浜松支店　浜松航空事業所

## 教育

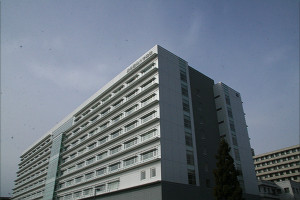
浜松医科大学

### 大学
国立
- 国立大学法人 浜松医科大学 （半田山一丁目）

### 専門学校
私立
- 静岡県厚生連看護専門学校

### 高等学校
県立
- 静岡県立浜松東高等学校

私立
- 浜松日体高等学校

### 中学校
市立
- 浜松市立天竜中学校
- 浜松市立与進中学校
- 浜松市立笠井中学校
- 浜松市立積志中学校
- 浜松市立積志中学校萩原分校
- 浜松市立丸塚中学校
- 浜松市立中郡中学校

私立
- 浜松日体中学校

### 小学校
市立
- 浜松市立蒲小学校
- 浜松市立和田小学校
- 浜松市立与進小学校
- 浜松市立豊西小学校
- 浜松市立笠井小学校
- 浜松市立中ノ町小学校
- 浜松市立積志小学校
- 浜松市立大瀬小学校
- 浜松市立中郡小学校
- 浜松市立与進北小学校
- 浜松市立有玉小学校
- 浜松市立有玉小学校萩原分校
- 浜松市立和田東小学校

### 幼稚園
- 浜松市立和田幼稚園
- 浜松市立与進幼稚園
- 浜松市立豊西幼稚園
- 浜松市立笠井幼稚園
- 浜松市立中ノ町幼稚園
- 浜松市立万斛幼稚園
- 浜松市立有玉幼稚園
- 浜松市立橋爪幼稚園
- 天王幼稚園
- 蒲幼稚園
- 海の星鷺の宮幼稚園
- 篠ケ瀬幼稚園

### その他
自動車学校
- 遠鉄自動車学校

## 交通

### 鉄道
東海旅客鉄道
- 東海道本線
  - ：- 天竜川駅 -

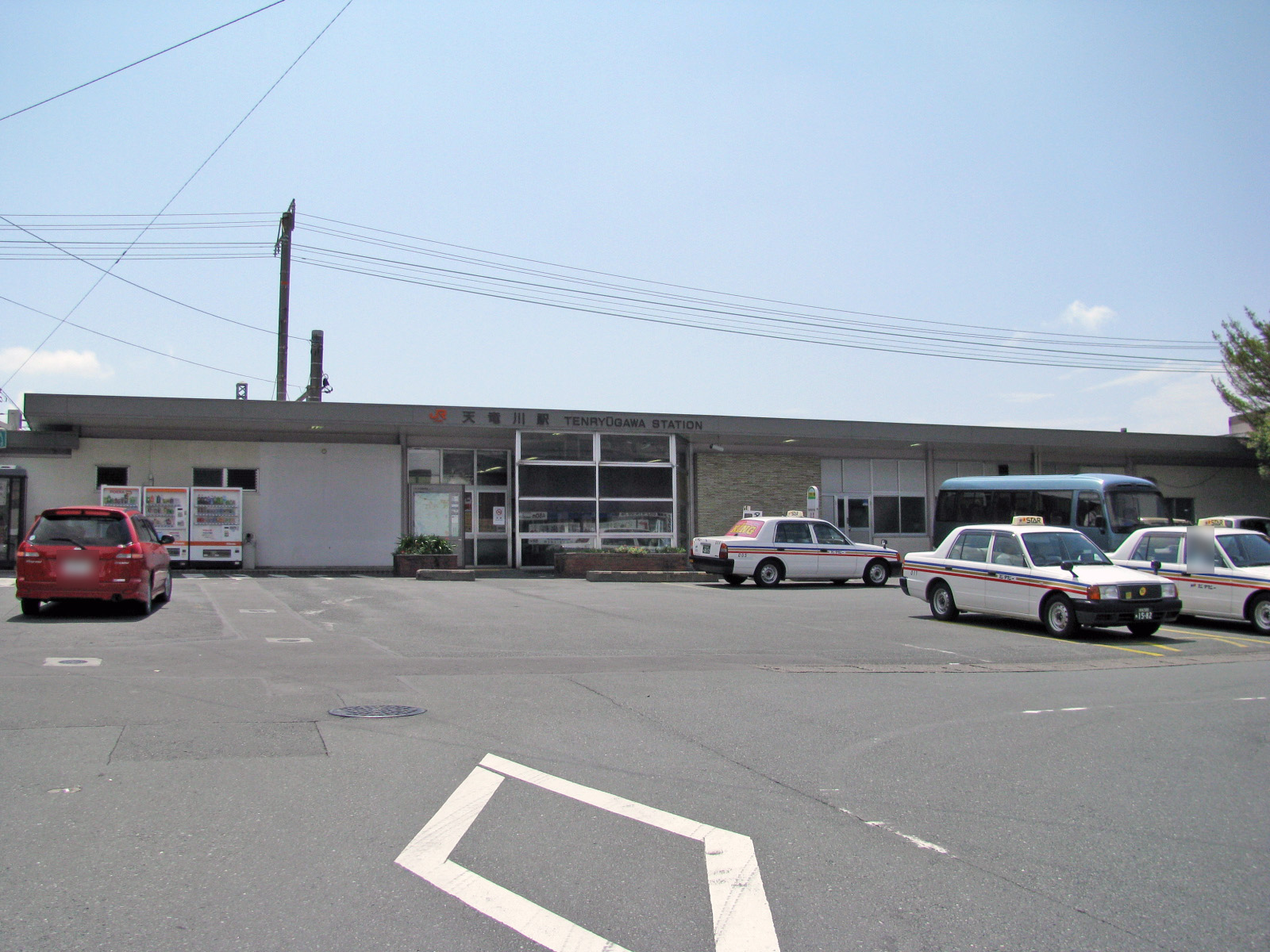
天竜川駅

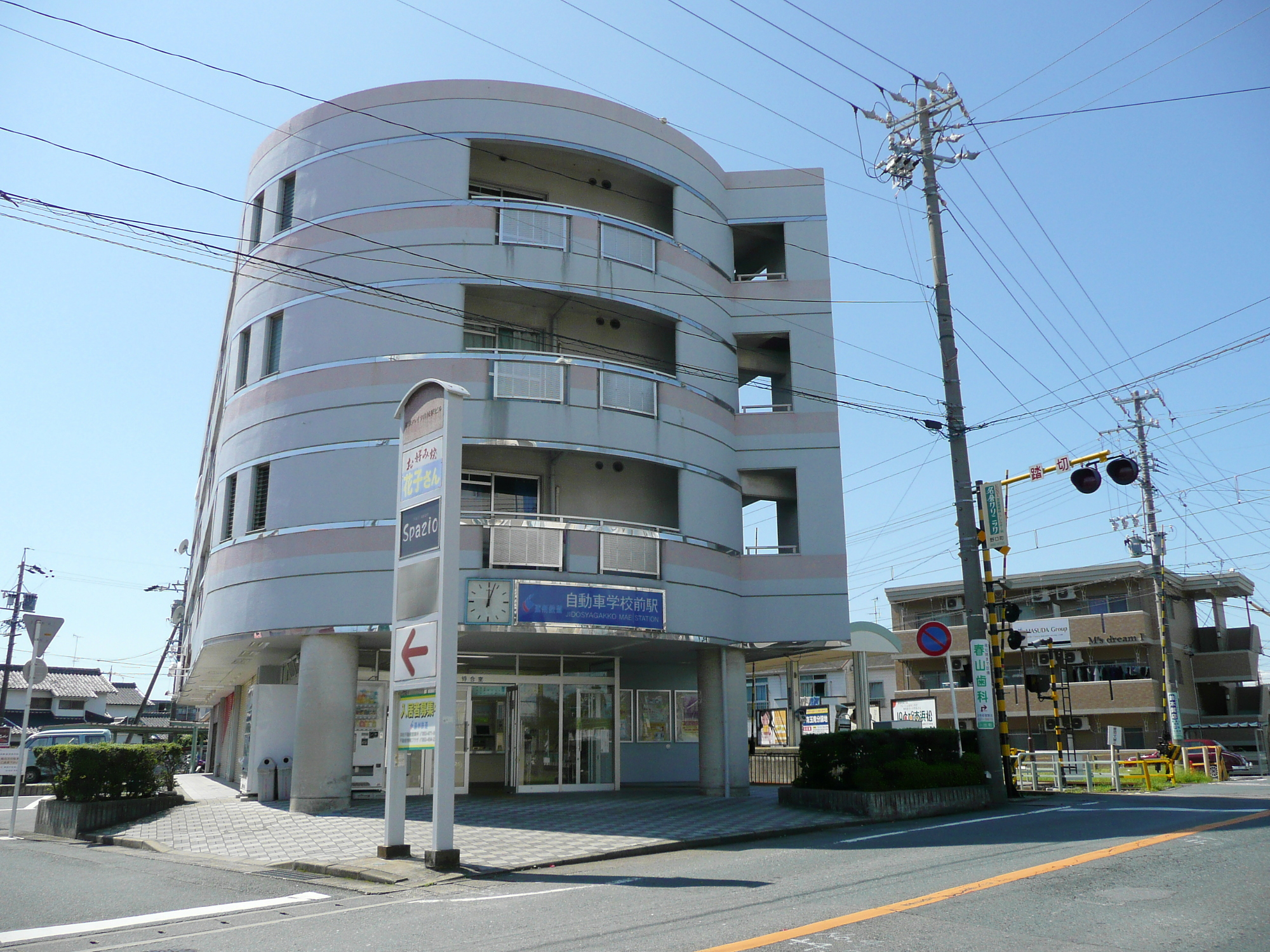
自動車学校前駅

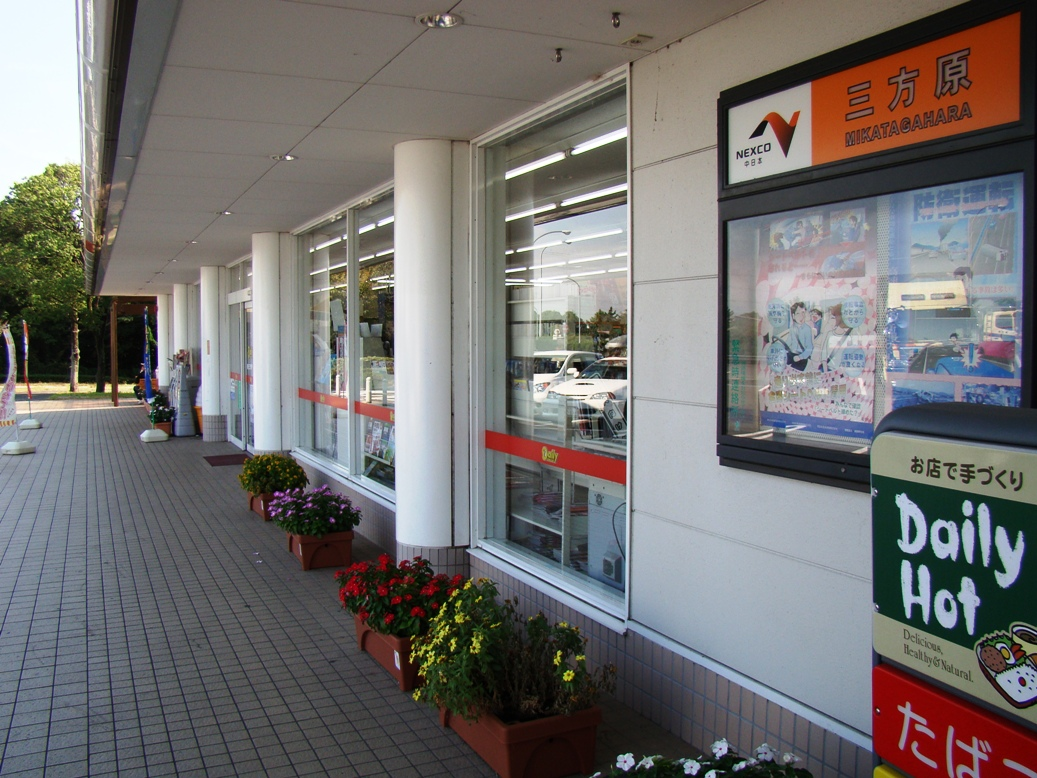
三方原PA

また、東海道新幹線が浜松駅の東側約 1.0km の周辺で僅かながら当区を通過している。
遠州鉄道
- 遠州鉄道鉄道線
  - ：- 自動車学校前駅 - さぎの宮駅 - 積志駅 - 遠州西ヶ崎駅 -

### バス
路線バス
- 遠州鉄道バス

### 道路
高速道路
- 東名高速道路
  - - 浜松IC - 三方原PA/SIC -

国道
- 国道1号
- 国道152号

主な県道
- 静岡県道45号天竜浜松線
- 静岡県道65号浜松環状線

## 観光

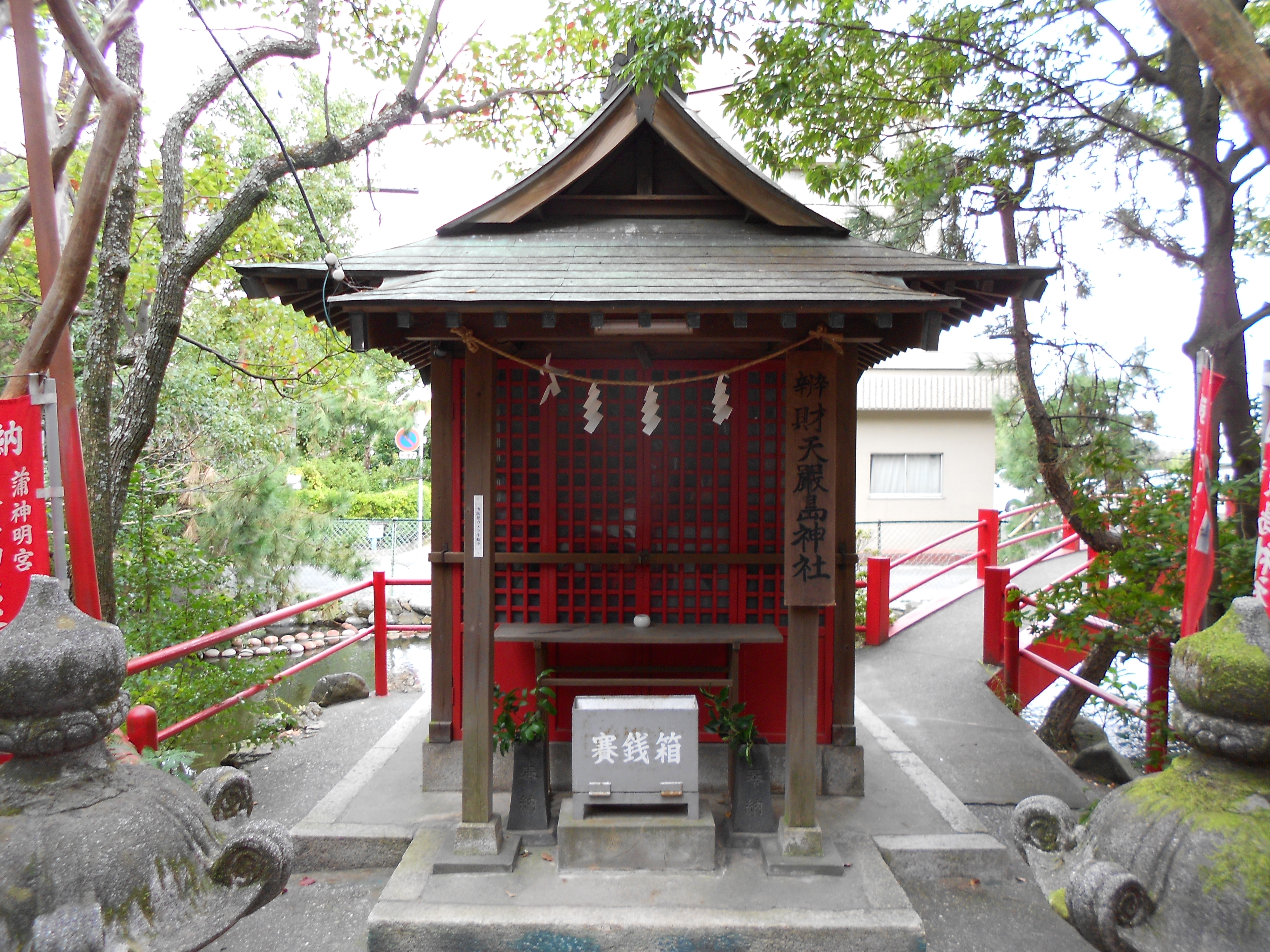
厳島神社

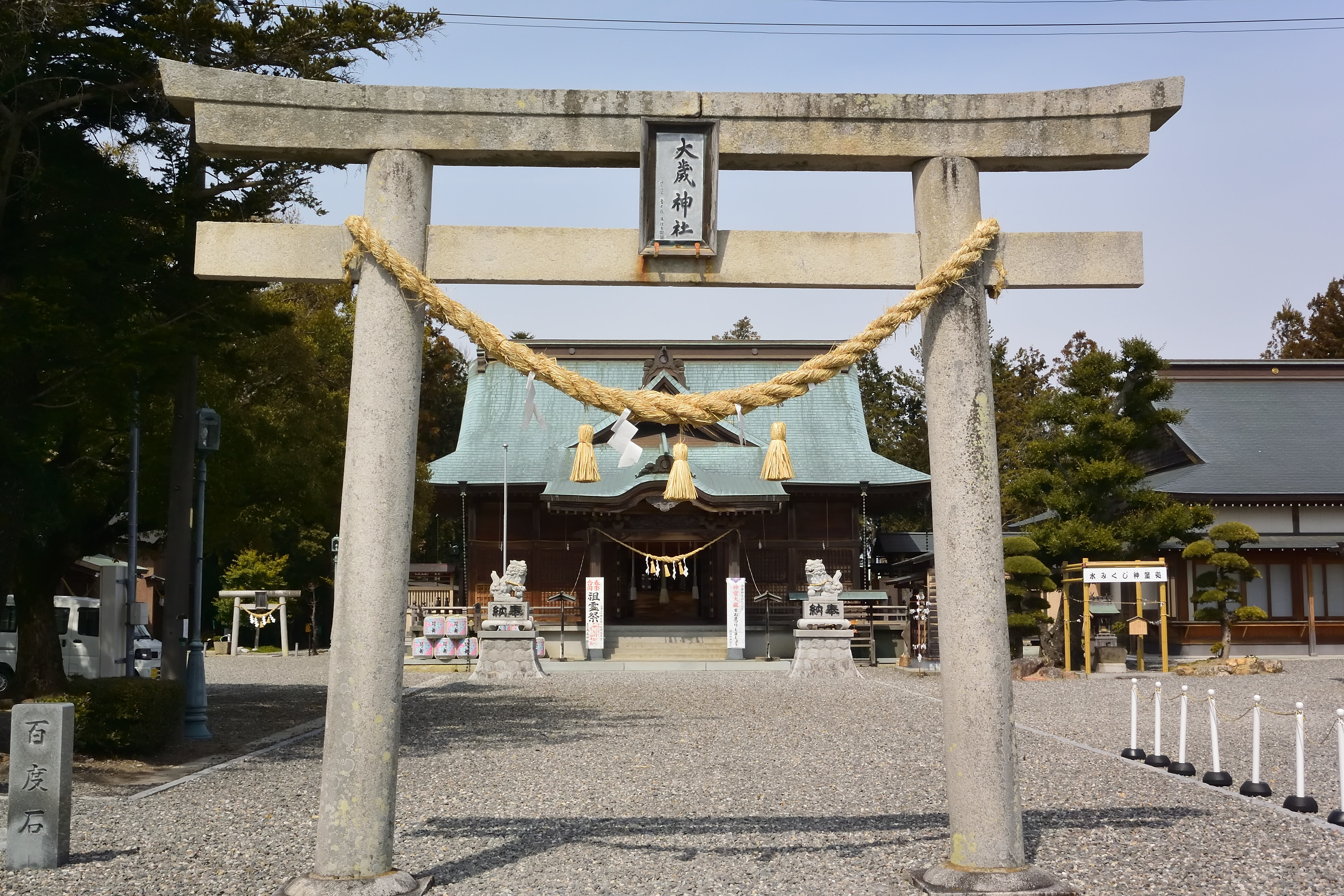
天王宮大歳神社

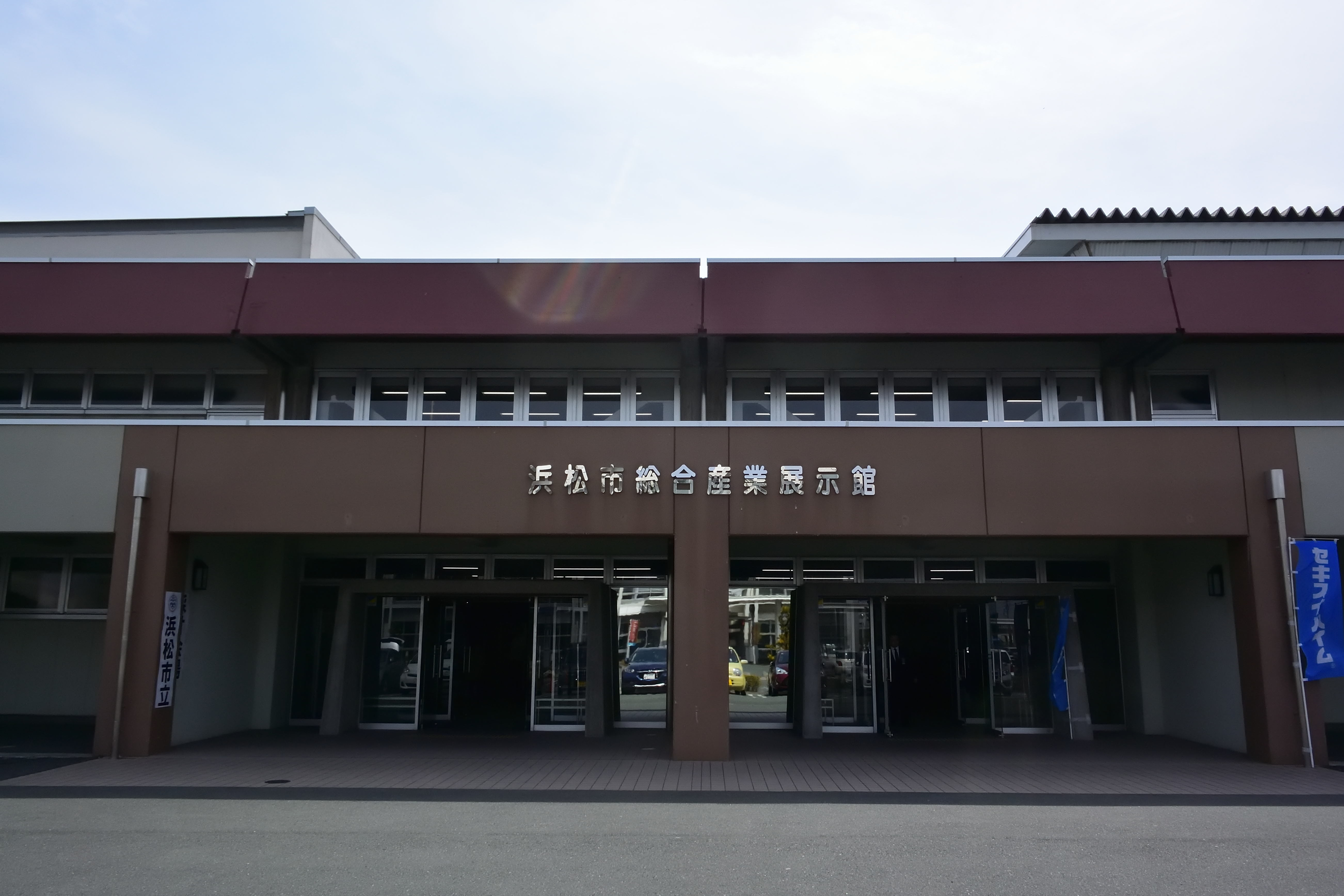
浜松市産業展示館

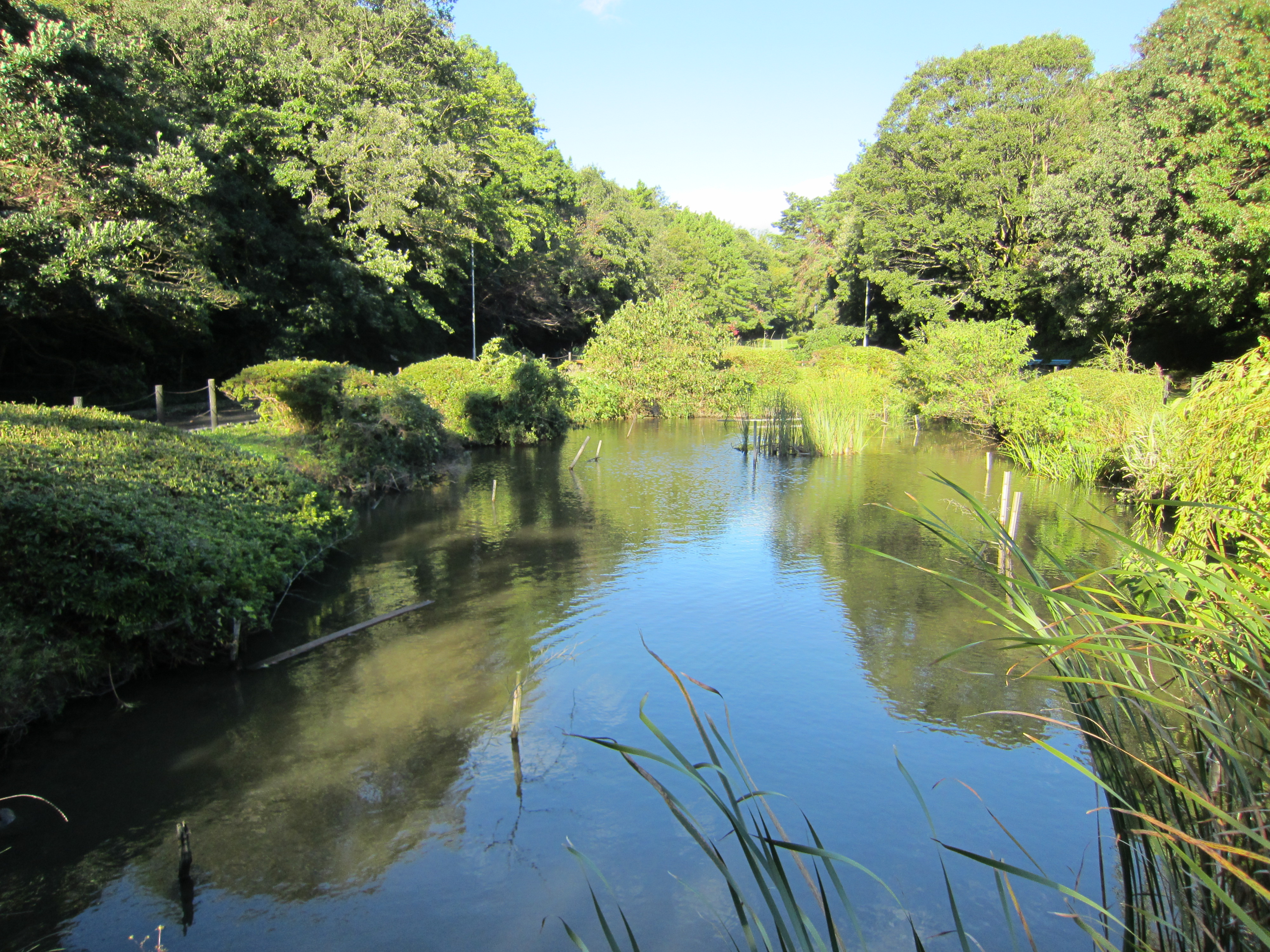
有玉緑地公園

### 名所・旧跡
主な城郭
- 笠井城

主な寺院
- 榮泉寺
- 圓通寺
- 寿量寺
- 惣持院
- 大雄寺
- 長久寺
- 長泉寺
- 長福寺
- 瑞雲寺
- 宝珠寺
- 法盛院
- 本誠寺
- 龍梅寺
- 霊珠寺

主な神社
- 赤宮神社
- 厳島神社
- 蒲神明宮
- 后土神社
- 子安神社
- 神明神社
- 水晶六所神社
- 諏訪神社
- 天王宮大歳神社
- 天白神社
- 津島神社
- 西塚神社
- 白山神社
- 八保神社
- 富士神社
- 八柱神社
- 六所神社

### 観光スポット
景勝
- 天竜川

文化施設
- 浜松市産業展示館

公園
- 安間川公園 （安新町）
- 中田公園 （中田町）
- 有玉緑地 （有玉西町）

その他
- 浜松温泉喜多の湯

## 祭事・催事
主な祭事・催事
- 天王花火大会（天王町大歳神社） - 8月上旬
- 中野町花火大会（天竜川河川敷） - 8月中旬
- 八坂神社祭典 奉納花火（大瀬町）

## 出身有名人
- 金原明善 （実業家）
- 高柳健次郎（テレビ開発者）
- 筧利夫 （俳優）
- 武田修宏 （サッカー選手）
- 袴田吉彦 （俳優）
- 藤ヶ谷陽介 （サッカー選手）
- 矢野貴章 （サッカー選手）
- 服部幸男（競艇選手）
- 池谷蒼大（プロ野球選手）